# Naomi Osaka
| jaar | rang enkelspel | rang dubbelspel |
| ---- | -------------- | --------------- |
| 2012 | 1028           | –               |
| 2013 | 430            | –               |
| 2014 | 250            | 1279            |
| 2015 | 203            | –               |
| 2016 | 40             | 374             |
| 2017 | 68             | 699             |
| 2018 | 5              | –               |
| 2019 | 3              | –               |
| 2020 | 3              | –               |
| 2021 | 13             | –               |
| 2022 | 42             | –               |
|      |                |                 |
| 2024 | 59             | –               |

Naomi Osaka (Japans: 大坂 なおみ, Ōsaka Naomi) (Osaka, 16 oktober 1997) is een tennisspeelster uit Japan. Osaka speelt rechtshandig en heeft een tweehandige backhand. Haar favoriete ondergrond is hardcourt. Zij is actief in het internationale tennis sinds 2012.

## Persoonlijk
Osaka werd geboren in Osaka, als dochter van een Japanse moeder (Tamaki Osaka) en Haïtiaanse vader (Leonard François). Omdat zij haar vroege jeugd doorbracht in Japan, besloten Osaka's ouders haar de achternaam van haar moeder te geven. Op driejarige leeftijd migreerde Osaka met haar ouders en oudere zus Mari naar New York, in de Verenigde Staten. Zij bezit naast een Japans ook een Amerikaans paspoort. Op tennistoernooien komt Osaka uit voor Japan.
Osaka heeft een relatie met rapper Cordae. Samen hebben ze één dochter.

## Loopbaan

### Samenvatting
Osaka begon onder leiding van haar vader met tennissen nadat het gezin zich had gevestigd in de Verenigde Staten. In 2006 verhuisde ze naar Florida, om aldaar gebruik te maken van betere trainingsfaciliteiten. Osaka trainde bij meerdere academies. Op zestienjarige leeftijd kreeg zij van de Amerikaanse tennisbond de aanbieding om te trainen bij het nationaal tenniscentrum en uit te komen voor de Verenigde Staten, maar dat aanbod sloeg zij af. Osaka had enkele jaren eerder al besloten voor Japan uit te komen. In 2013 speelde ze haar eerste professionele wedstrijden op de WTA-tour. Bij het toernooi van Stanford in 2014 speelde ze haar eerste wedstrijd op een WTA-hoofdtoernooi. In het seizoen 2016 speelde Osaka voor het eerst meerdere WTA-hoofdtoernooien. Reeds aan het einde van 2015 bereikte zij de finale van het challenger-toernooi van Hua Hin, die zij verloor. In 2016 bereikte ze voor het eerst een WTA-finale in eigen land: in Tokio verloor ze de eindstrijd, maar bereikte ze wel voor het eerst de mondiale top vijftig. In hetzelfde seizoen maakte Osaka ook haar debuut op Premier Mandatory-niveau, het hoogste niveau toernooien onder de vier grandslamtoernooien.
In 2017 kende de ontwikkeling van Osaka een kleine terugval. Ze was niet in staat haar hoogste positie op de WTA-ranglijst te verbeteren, noch slaagde ze erin meer dan twee wedstrijden op rij te winnen in het gehele seizoen. Wel boekte Osaka bij het US Open haar eerste overwinning op een toptienspeelster: zij versloeg titelverdedigster Angelique Kerber. In het seizoen 2018 won Osaka het grote toernooi van Indian Wells, haar eerste WTA-titel, kort nadat zij bij het Australian Open voor het eerst in haar loopbaan de vierde ronde van een grandslamtoernooi had bereikt. Haar tweede toernooiwinst volgde in september 2018, toen ze Serena Williams versloeg in de finale van het US Open. Door haar zege bereikte Osaka de mondiale top tien en maakte zij haar debuut in de WTA Finals, het eindejaarskampioenschap voor de beste speelsters van het seizoen. Ze eindigde het jaar als nummer vijf van de wereld.
Osaka won in januari 2019 haar tweede grandslamtoernooi op rij – bij het Australian Open won zij van Petra Kvitová in de finale. Door haar overwinning werd zij de nieuwe nummer een van de wereld, een novum voor een Japanse speler of speelster. Haar derde grandslamtitel won zij op het US Open 2020; op het Australian Open 2021 volgde de vierde.

### Tennis in teamverband
In de periode 2017–2024 maakte Osaka deel uit van het Japanse Fed Cup-team – zij behaalde daar een winst/verlies-balans van 6–2.
In 2018 vertegenwoordigde Osaka Japan bij de Hopman Cup, samen met Yuichi Sugita – op de vierde toernooidag (2 januari) werd zij, wegens ziekte, vervangen door een Australische invalster; twee dagen later keerde Osaka terug op de baan.

### Jeugdjaren
Nadat Osaka met haar familie in 2000 verhuisden naar Long Island (New York), om aldaar in te trekken bij de ouders van haar vader, Leonard François. François werd geïnspireerd door het optreden van Serena en Venus Williams op Roland Garros 1999 om zijn eigen twee dochters de tennissport aan te leren. Hij wilde daarbij het voorbeeld volgen van Richard Williams, die de zusjes Williams de sport had aangeleerd zonder het zelf ooit beoefend te hebben. In Long Island had François de beschikking over een openbare tennisbaan, waar hij zijn dochters elke dag liet oefenen aan de hand van instructiegidsen en -dvd's.
In 2006 besloot het gezin te verhuizen naar Pembroke Pines, in het zuiden van Florida, om zich volledig te kunnen concentreren op het tennis. In de daaropvolgende jaren trainden Osaka en haar zus Mari volop in Pembroke Pines. Ze sloegen het gebruikelijke toernooicircuit voor jongere spelers, het ITF Junior Circuit, over, en richtten zich na een paar jaar uitsluitend op de lagere niveaus van het professionele tenniscircuit. In oktober 2011 speelde Osaka op haar veertiende verjaardag haar eerste kwalificatiewedstrijd in het vrouwencircuit van het ITF. Enkele maanden later, in maart 2012, speelde ze haar eerste wedstrijd in een ITF-hoofdtoernooi: samen met haar zus nam ze deel aan het dubbelspeltoernooi in Clearwater, Florida. In 2012 nam Osaka aan een reeks ITF-toernooien in de Verenigde Staten deel, maar slaagde er in de meeste gevallen niet in zich te plaatsen voor de hoofdtoernooien. Haar beste resultaat van het seizoen bereikte ze in juli, toen ze de halve finale bereikte van het toernooi van Amelia Island, eveneens in Florida. Ze verloor van haar zus, die op haar beurt in de finale verloor van Jamie Loeb. Op ITF-niveau won Naomi Osaka nooit een titel, al bereikte ze wel vier finales. Haar eerste twee finales kwamen in $ 25k-toernooien, waarvan de eerste plaatsvond in juni 2013 in El Paso, Texas. In maart 2014 verloor Osaka de finale van het toernooi van het Mexicaanse Irapuato, nadat ze in eerdere rondes onder anderen haar zus en Lesja Tsoerenko had verslagen. In de finale verloor ze van Indy de Vroome.

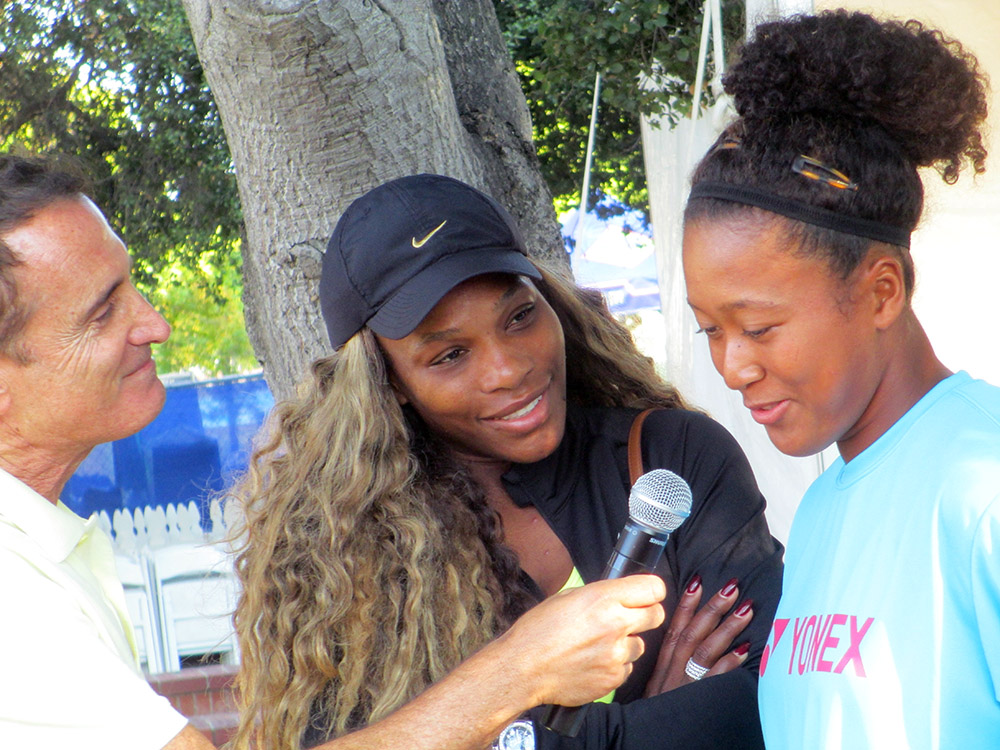
Osaka wordt geïnterviewd in Stanford (september 2014) met Serena Williams aan haar zijde

### 2013–2015
In 2013 nodigde de Amerikaanse tennisbond Osaka uit om te komen trainen in het nationaal trainingscentrum in Boca Raton, maar zij sloeg het aanbod af. In september 2013 nam zij voor het eerst deel aan de professionele tour van WTA-toernooien. Zij verloor in de kwalificaties van zowel het toernooi van Québec als het toernooi van Tokio. In augustus 2014 maakte Osaka haar debuut in een WTA-hoofdtoernooi in Stanford, waar zij als zestienjarige en nummer 406 van de wereld in de eerste ronde nummer negentien Samantha Stosur versloeg. Zij won in drie sets, waarbij zij in de tweede set een wedstrijdpunt had overleefd. In haar enige andere WTA-toernooi van dat jaar, het WTA-toernooi van Japan 2014, won Osaka haar eerste ronde van landgenote Erika Sema. In de volgende ronde verloor zij vervolgens van de Oekraïense Elina Svitolina. In 2015 won Osaka geen wedstrijd in een WTA-hoofdtoernooi. Wel waren haar resultaten voldoende om in aanmerking te komen voor een plaats in de kwalificatietoernooien van de laatste twee grandslamtoernooien van 2015, Wimbledon en het US Open. Zij slaagde er niet in de hoofdtoernooien te bereiken. In november 2015 bereikte Osaka haar grootste finale tot dat moment: bij het toernooi van Hua Hin verloor zij de finale van de Kazachse Jaroslava Sjvedova. Zij sloot het jaar af binnen de top 150.

### 2016
Op het Australian Open kwalificeerde Osaka zich voor de eerste maal voor de hoofdtabel van een grandslamtoernooi. Zij opende tegen de Kroatische speelster Donna Vekić, die zij versloeg in twee sets. In de tweede ronde versloeg zij de als achttiende geplaatste Svitolina in hun tweede onderlinge ontmoeting. Door voormalig nummer één Viktoryja Azarenka werd Osaka vervolgens in de derde ronde met ruime cijfers verslagen (1–6, 1–6). In maart speelde Osaka op uitnodiging van de toernooiorganisatie in Miami haar eerste hoofdtoernooi op Premier Mandatory-niveau. Wederom bereikte zij de derde ronde, onder meer na een overwinning op de als veertiende geplaatste Sara Errani. Osaka's resultaten in het voorjaar van 2016 waren voldoende om te stijgen naar de top honderd van de WTA-ranglijst, wat haar toegang tot alle toernooien van de WTA Tour in het verdere verloop van het seizoen verschafte.
Haar nieuwe positie op de ranglijst verschafte Osaka directe toegang tot Roland Garros. In haar eersterondewedstrijd won zij van haar Letse leeftijdsgenote Jeļena Ostapenko. Opnieuw bereikte Osaka de derde ronde; deze keer was toptienspeelster Simona Halep in drie sets te sterk. Door een blessure opgelopen in het gravelseizoen moest Osaka vervolgens de grastoernooien overslaan. In de tweede seizoenshelft, bij het US Open 2016 in New York, bereikte Osaka voor de derde maal op rij de derde ronde van een grandslamtoernooi. Het verloop kwam overeen met Roland Garros: in de eerste ronde versloeg zij een geplaatste speelster, de Amerikaanse Coco Vandeweghe, en in de derde ronde verloor zij van een toptienspeelster, Madison Keys (5–7, 6–4, 6–7). Op het Aziatische hardcourt in het najaar van 2016 beleefde Osaka vervolgens haar doorbraak bij het Premier-toernooi van Tokio, waar zij de finale bereikte. Op weg naar de eindstrijd versloeg zij onder anderen Dominika Cibulková en Elina Svitolina. In de finale verloor Osaka van de Deense Caroline Wozniacki in twee sets. Het was de eerste keer sinds 1995 dat in Tokio een Japanse speelster finaliste was. Door haar finaleplaats steeg Osaka verder naar de mondiale top vijftig. Aan het einde van het seizoen werd zij uitgeroepen tot "Nieuwkomer van het jaar", als opvolger van Darja Gavrilova.

### 2018
Na het WTA-seizoen 2017,  waarin Osaka met ruim vijfentwintig plaatsen terugviel op de WTA-ranglijst, besloot ze de Duitse coach Sascha Bajin, voorheen onder meer actief als hitting partner van Serena Williams, coach van Viktoryja Azarenka en enkele maanden eerder als interim-coach en hitting partner van Wozniacki, in te huren. Het nieuwe team van Osaka stelde een eerste titelwinst als het primaire doel in het seizoen 2018. Osaka bereikte in haar tweede toernooi met Bajin haar beste grandslamresultaat tot dat moment: op de Australian Open 2018 bereikte ze de vierde ronde. In de tweede ronde versloeg ze de als zestiende geplaatste Russin Jelena Vesnina in twee sets, en ook de als achttiende geplaatste Ashleigh Barty versloeg ze zonder setverlies. In de vierde ronde verloor Osaka van nummer één en latere finaliste Simona Halep (3–6, 2–6). Door haar resultaat in Australië keerde Osaka terug in de mondiale top vijftig.
In maart 2018 speelde Osaka haar vijfde toernooi van het jaar in Indian Wells, een toernooi dat valt in de Premier Mandatory-klasse, één niveau onder de grandslams. In haar openingswedstrijd versloeg ze de Russin Maria Sjarapova, die net als zij ongeplaatst was. In de tweede ronde versloeg Osaka Agnieszka Radwańska, gevolgd door een overwinning op Sachia Vickery in de derde ronde. Niet eerder bereikte ze de vierde ronde van een Premier Mandatory-toernooi. In de kwartfinale versloeg Osaka de Tsjechische nummer vijf Karolína Plíšková (6–2, 6–3), gevolgd door een zege op Simona Halep (6–3, 6–0) in de halve finale. Het was de eerste overwinning van de Japanse op een nummer één. In de finale won Osaka van haar leeftijdsgenote Darja Kasatkina, opnieuw in twee sets. Door haar eerste toernooizege bereikte Osaka de 22e positie op de WTA-ranglijst, op dat moment de hoogste notering in haar carrière. Op het toernooi van Indian Wells volgde het WTA-toernooi van Miami 2018, eveneens op Premier Mandatory-niveau. In haar eerste rondewedstrijd versloeg Osaka haar jeugdidool en favoriete speelster Serena Williams, die haar tweede toernooi na haar zwangerschap speelde.
In de Premier 5-toernooien van 2018 boekte Osaka geen noemenswaardige resultaten. In Rome verloor ze haar tweede rondewedstrijd met 1–6, 0–6 van Halep. In de overige Premier 5-toernooien van 2018 won Osaka geen wedstrijd. Op Roland Garros en Wimbledon bereikte Osaka de derde ronde, waarmee ze haar beste resultaten op deze toernooien evenaarde. In Nottingham, het traditionele toernooi in aanloop naar Wimbledon, bereikte Osaka de halve finale.
Op de twee verloren eerste rondewedstrijden in Cincinnati en Montreal volgde het vierde grandslamtoernooi van het jaar, de US Open 2018. Osaka, als twintigste geplaatst, versloeg in de eerste ronde Laura Siegemund, gevolgd door een zege op de Israëlische Julia Glushko (6–2, 6–0). Op de bagel tegen Glushko volgden nog twee bagels in de derde ronde tegen de Wit-Russin Aljaksandra Sasnovitsj (6–0, 6–0). In de gehele wedstrijd maakte ze niet meer dan drie onnodige fouten. In de vierde ronde trof Osaka opnieuw een Wit-Russin, de eveneens geplaatste speelster Aryna Sabalenka. Ze versloeg Sabalenka in een driesetter, waarbij ze in de laatste set terugkwam van een achterstand (6–3, 2–6, 6–4). Na de tweede set in haar vierde rondepartij stond Osaka in de rest van het toernooi geen set meer af aan haar tegenstandsters. Ze bereikte de halve finale na een snelle overwinning op de Oekraïense Lesja Tsoerenko. In het mannentoernooi bereikte Kei Nishikori tegelijkertijd eveneens de halve finale; voor het eerst bereikten een Japanse man en vrouw op hetzelfde grandslamtoernooi de halve finales. Osaka versloeg de Amerikaanse Madison Keys in de halve finale, en plaatste zich daarmee voor de eindstrijd tegen Serena Williams, die voor de tweede maal op rij de finale van een grandslamtoernooi bereikte. Osaka versloeg Williams in twee sets (6–2, 6–4), en won zo haar tweede WTA-titel en eerste grandslamtitel. Door haar toernooizege steeg ze naar de zevende plaats op de WTA-ranglijst. De finale werd echter ontsierd een ruzie op de baan tussen Williams en umpire Carlos Ramos, die Williams bestrafte voor coaching door haar coach Mouratoglou. Williams escaleerde de situatie, onder meer door de umpire een "leugenaar" en "dief" te noemen, waarop Ramos haar uiteindelijk bestrafte met het toekennen van een game aan Osaka. Tijdens de prijsuitreiking klonk vanuit het Amerikaanse publiek boegeroep. Osaka gaf later aan dat haar winst in de finale "niet haar gelukkigste moment was", en dat haar herinnering aan de US Open vooral "bitterzoet" was. Osaka was de eerste Japanse enkelspeler, man of vrouw, die een grandslamtoernooi wist te winnen.

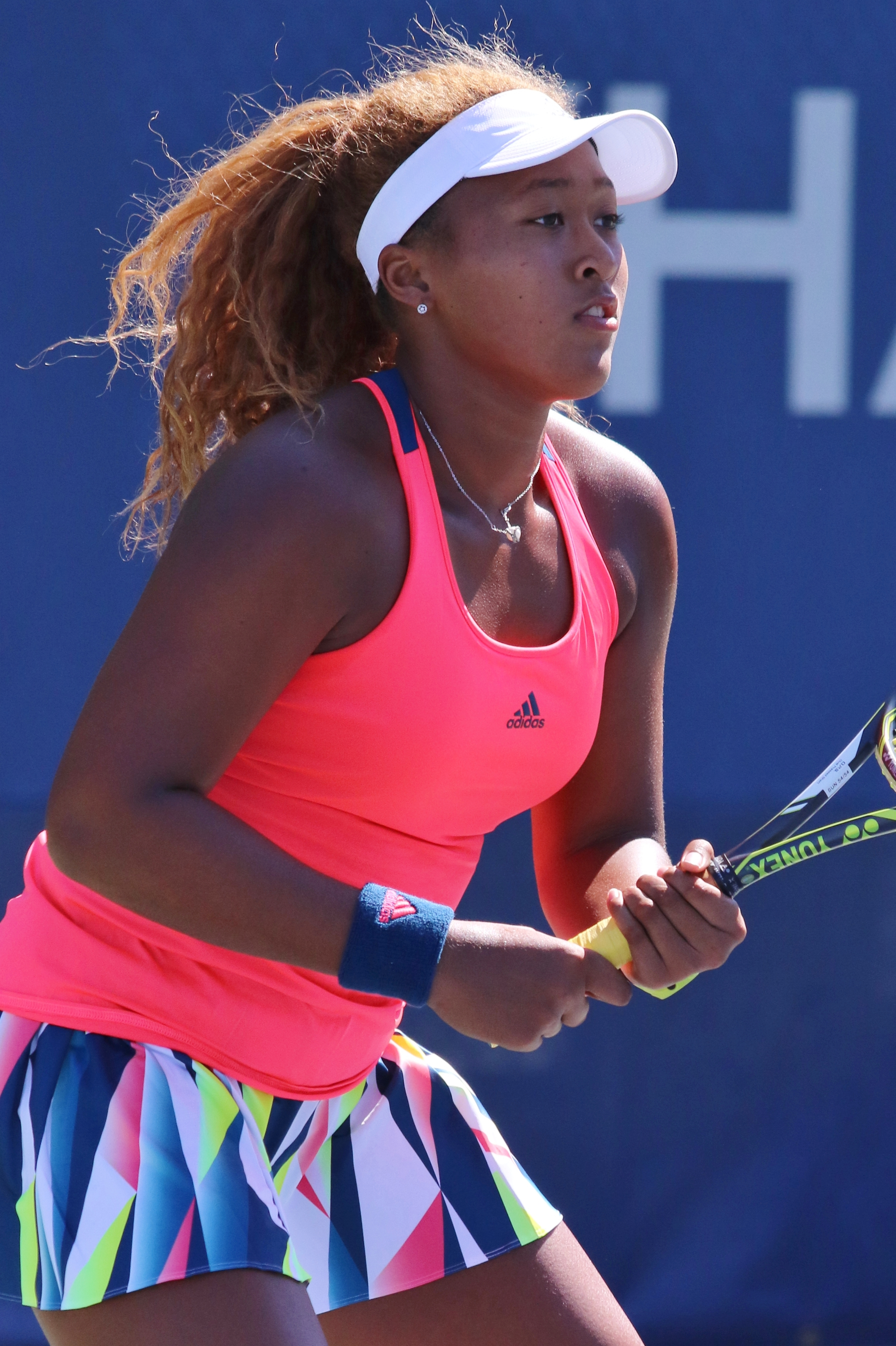
Osaka tijdens het US Open 2016, waar zij de derde ronde bereikte. Ze werd verslagen door de Amerikaanse Madison Keys.

Op haar zege in New York volgde voor Osaka een finaleplaats in eigen land bij het WTA-toernooi van Tokio. Ze bereikte de finale, waarin ze verloor van Plíšková. In haar laatste reguliere toernooi van 2018, het Premier Mandatory-toernooi van Beijing, bereikte Osaka de halve finale. Ze verloor van Anastasija Sevastova. Door haar resultaten in september 2018 steeg Osaka naar de vierde plaats op de WTA-ranglijst, waarmee ze de records van Nishikori en Kimiko Date evenaarde. Ook plaatste ze zich voor de WTA Finals, die eind oktober plaatsvonden in Singapore. Ze verloor alle drie haar groepswedstrijden; in haar laatste groepsduel tegen Kiki Bertens gaf ze geblesseerd op vanwege een hamstringblessure, waarmee Osaka haar seizoen beëindigde. Ze sloot het jaar af als nummer vijf van de wereld, met twee toernooizeges en drie overwinningen op top tienspeelsters. Daarnaast sloot ze het seizoen af als WTA-speelster met het meeste prijzengeld: bijna 6,4 miljoen dollar, meer dan nummer één en Roland Garros-kampioene Simona Halep.

### 2019
Naomi Osaka begon haar seizoen 2019 in Brisbane, Australië, waar ze in de halve finale verloor van Tsoerenko. Haar volgende toernooi was de Australian Open, waar ze als vierde geplaatst was en haar openingsronde speelde tegen de Poolse Magda Linette (6–4, 6–2). In de derde ronde kwam de Taiwanese Hsieh Su-wei dicht bij winst op Osaka: nadat ze de eerste set won met 7–5, kwam ze ook in de tweede set een break voor en had ze drie punten om naar 5–2 te gaan, een dubbele break. Osaka keerde de wedstrijd echter, won de tweede set met 6–4 en de beslissende set met 6–1. In de kwartfinale versloeg Osaka voor de zesde maal in haar loopbaan een top tienspeelster, Elina Svitolina; nummer zeven volgde in de halve finale, waarin ze Karolína Plíšková in drie sets (6–2, 4–6, 6–4) versloeg. Voor de tweede maal op rij bereikte Osaka een grandslamfinale. In de finale speelde ze tegen de Tsjechische Petra Kvitová, tegen wie ze niet eerder speelde. Naast de toernooiwinst werd er ook gespeeld om de vacante nummer-één-positie, die Simona Halep had verloren na haar nederlaag in de vierde ronde. In de finale, die bijna tweeënhalf uur duurde, won Osaka in drie sets (7–6, 5–7, 6–4). Ze won de beslissende break vroeg in de derde set, nadat ze in de tweede set al drie matchpoints had laten liggen. Osaka was de eerste tennisser die haar eerste grandslamzege direct opvolgde met een tweede grandslamzege sinds 2001, toen Jennifer Capriati de Australian Open en Roland Garros won. Ook werd ze met haar zege de eerste Aziatische nummer een van de wereld in het enkelspel, man of vrouw.
Osaka maakte op 11 februari 2019 bekend de samenwerking met coach Sascha Bajin stop te zetten.

### 2020
In augustus bereikte Osaka de finale op het in New York gespeelde WTA-toernooi van Cincinnati – wegens een hamstringblessure zag zij af van de titelstrijd. In september won zij haar derde grandslamtitel, op het US Open – in de finale tegen Viktoryja Azarenka verloor zij de eerste set, maar daarna herstelde zij zich om de eindstrijd in drie sets te winnen.

### 2021
Op het Australian Open versloeg Osaka in de halve finale Serena Williams, waarna de titelstrijd tegen Jennifer Brady relatief eenvoudig was.
Op het toernooi van Roland Garros ontstond er enige controverse rond Osaka. De Japanse had voor het toernooi via sociale media aangekondigd niet met de pers te zullen praten gedurende het hele toernooi. Dit om haar eigen mentale gezondheid te beschermen na vele lastige vragen van de pers over haar prestaties op gravel, onder andere na de voorgaande toernooien van Madrid en Rome. Osaka gaf aan dat de mentale gezondheid van atleten te vaak buiten beschouwing gelaten wordt en dat een verplichte persconferentie na een nederlaag "iemand trappen is die al op de grond ligt". Na haar overwinning in de eerste ronde tegen Patricia Maria Țig praatte Osaka, zoals vooraf aangekondigd, niet met de pers. Dit leidde meteen tot een boete van 15.000 dollar en een waarschuwing van de organisatie van Roland Garros en de andere grandslamtoernooien dat het volharden in niet praten met de pers zou kunnen leiden tot zwaardere sancties en een eventueel uitsluiten van het toernooi en ook de volgende grandslamtoernooien. Hierop besliste Osaka zelf om uit het toernooi te stappen alvorens de tweede ronde aan te vatten. Haar acties waren vooral bedoeld om de mentale gezondheid van tennisspelers aan te kaarten maar de negatieve mediastorm die er rond ontstaan was, had ze niet bedoeld. In een statement op sociale media gaf Osaka aan een poosje niet te spelen om aan zichzelf en haar mentale gezondheid te werken. Kort daarop gaf ze ook forfait voor het WTA-toernooi van Berlijn waar ze normaal aan zou deelnemen als voorbereiding op Wimbledon.

## Palmares
| Legenda                 |
| ----------------------- |
| Grandslamtoernooi       |
| Olympische Spelen       |
| Year-End Championships  |
| Premier Mandatory       |
| Premier Five / WTA 1000 |
| Premier / WTA 500       |
| International / WTA 250 |
| Challenger / WTA 125    |

### Overwinningen op een regerend nummer 1
Osaka heeft tot op heden tweemaal een partij tegen een op dat ogenblik heersend leider van de wereldranglijst gewonnen (peildatum 6 oktober 2019):
| nr. | datum      | toernooi         | ronde        | tegenstandster | score         |         |
| --- | ---------- | ---------------- | ------------ | -------------- | ------------- | ------- |
| 1.  | 2018-03-16 | WTA Indian Wells | halve finale | Simona Halep   | 6-3, 6-0      | details |
| 2.  | 2019-10-06 | WTA Peking       | finale       | Ashleigh Barty | 3-6, 6-3, 6-2 | details |

### WTA-finaleplaatsen enkelspel
| nr.              | finale     | toernooi         | ondergrond    | tegenstandster              | score         |         |
| ---------------- | ---------- | ---------------- | ------------- | --------------------------- | ------------- | ------- |
| gewonnen finales |            |                  |               |                             |               |         |
| 1.               | 2018-03-18 | WTA Indian Wells | hardcourt     | Darja Kasatkina             | 6-3, 6-2      | details |
| 2.               | 2018-09-08 | US Open          | hardcourt     | Serena Williams             | 6-2, 6-4      | details |
| 3.               | 2019-01-26 | Australian Open  | hardcourt     | Petra Kvitová               | 7-6, 5-7, 6-4 | details |
| 4.               | 2019-09-22 | WTA Osaka        | hardcourt     | Anastasija Pavljoetsjenkova | 6-2, 6-3      | details |
| 5.               | 2019-10-06 | WTA Peking       | hardcourt     | Ashleigh Barty              | 3-6, 6-3, 6-2 | details |
| 6.               | 2020-09-12 | US Open          | hardcourt     | Viktoryja Azarenka          | 1-6, 6-3, 6-3 | details |
| 7.               | 2021-02-20 | Australian Open  | hardcourt     | Jennifer Brady              | 6-4, 6-3      | details |
| 8.               | 2025-05-04 | WTA Saint-Malo   | gravel        | Kaja Juvan                  | 6-1, 7-5      | details |
| verloren finales |            |                  |               |                             |               |         |
| 1.               | 2015-11-15 | WTA Hua Hin      | hardcourt (i) | Jaroslava Sjvedova          | 4-6, 7-6, 4-6 | details |
| 2.               | 2016-09-25 | WTA Tokio        | hardcourt     | Caroline Wozniacki          | 5-7, 3-6      | details |
| 3.               | 2018-09-23 | WTA Tachikawa    | hardcourt (i) | Karolína Plíšková           | 4-6, 4-6      | details |
| 4.               | 2020-08-29 | WTA Cincinnati   | hardcourt     | Viktoryja Azarenka          | forfait       | details |
| 5.               | 2022-04-02 | WTA Miami        | hardcourt     | Iga Świątek                 | 4-6, 0-6      | details |
| 6.               | 2025-01-05 | WTA Auckland     | hardcourt     | Clara Tauson                | 6-4, opg.     | details |
| 7.               | 2025-08-07 | WTA Montréal     | hardcourt     | Victoria Mboko              | 6-2, 4-6, 1-6 | details |

### WTA-finaleplaatsen dubbelspel

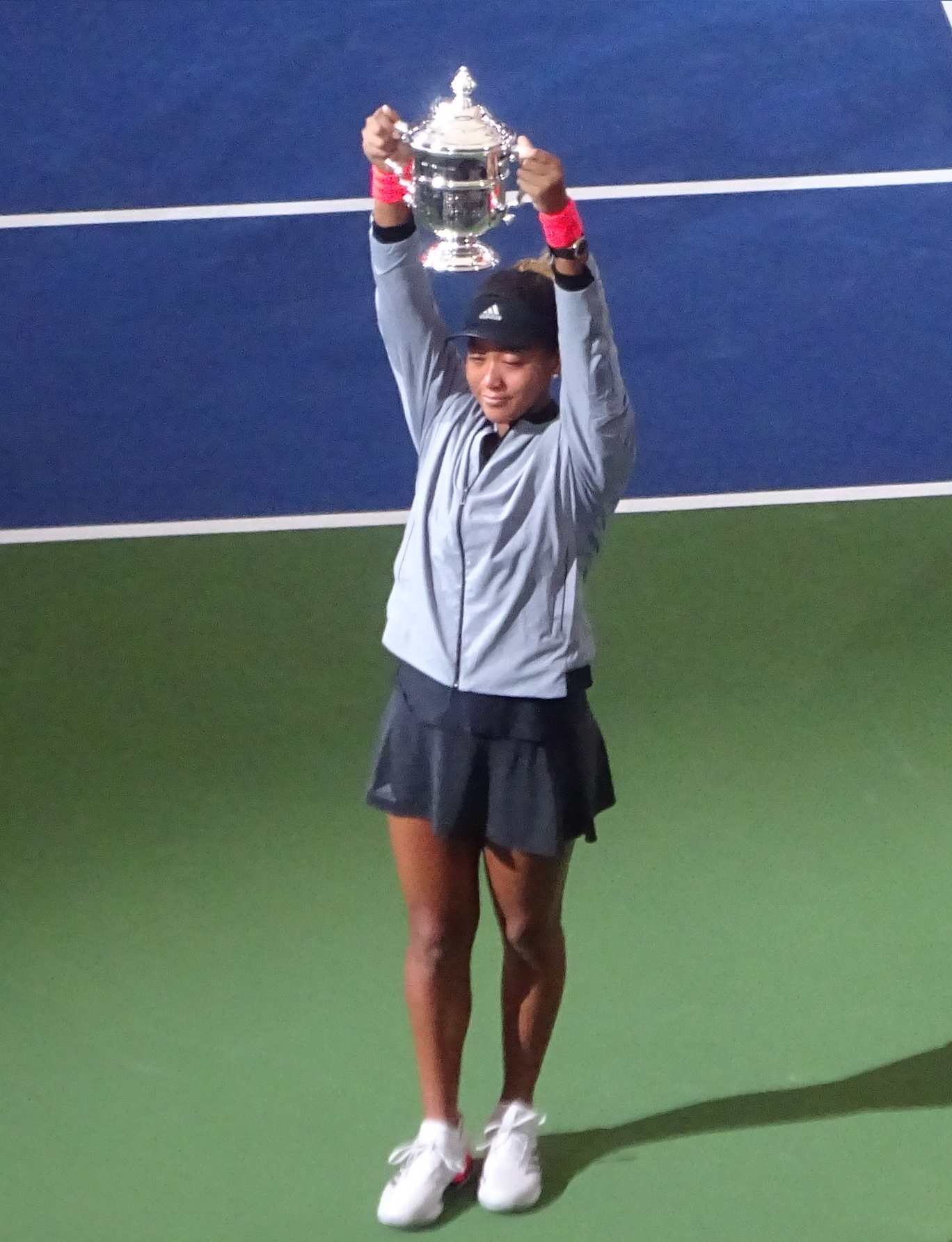
Osaka toont haar trofee op het US Open 2018, waar zij in de finale Serena Williams versloeg (6–2, 6–4).

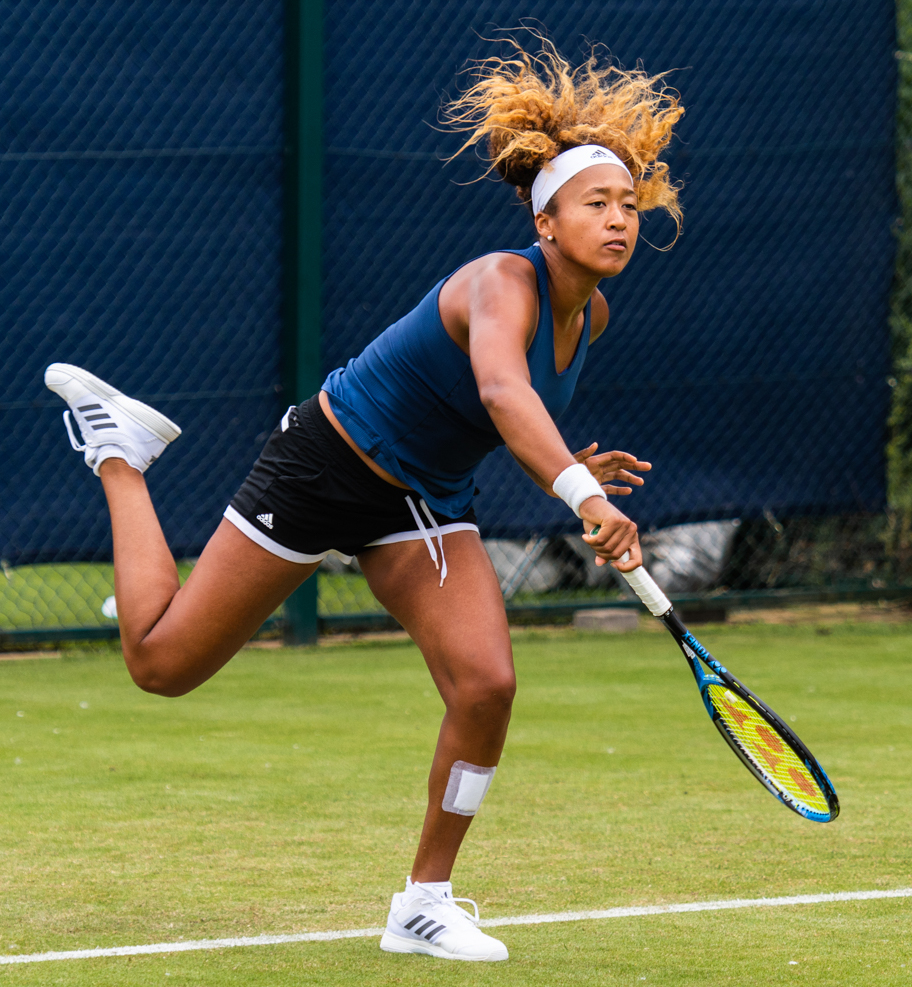
Osaka serveert tijdens het WTA-toernooi van Nottingham 2018.

geen

## Resultaten grote toernooien
| Legenda | Legenda                          |
| ------- | -------------------------------- |
| g.t.    | geen toernooi gehouden           |
| l.c.    | lagere categorie                 |
| –       | niet deelgenomen                 |
| G       | uitgeschakeld in de groepsfase   |
| 1R      | uitgeschakeld in de eerste ronde |
| 2R      | uitgeschakeld in de tweede ronde |
| 3R      | uitgeschakeld in de derde ronde  |
| 4R      | uitgeschakeld in de vierde ronde |
| KF      | uitgeschakeld in de kwartfinale  |
| HF      | uitgeschakeld in de halve finale |
| F       | de finale verloren               |
| W       | het toernooi gewonnen            |
| w-v     | winst/verlies-balans             |

### Enkelspel
| toernooi            | 2016 | 2017 | 2018 | 2019 | 2020 | 2021 | 2022 | 2023 | 2024 | 2025 |
| ------------------- | ---- | ---- | ---- | ---- | ---- | ---- | ---- | ---- | ---- | ---- |
| grandslamtoernooien |      |      |      |      |      |      |      |      |      |      |
| Australian Open     | 3R   | 2R   | 4R   | W    | 3R   | W    | 3R   | –    | 1R   | 3R   |
| Roland Garros       | 3R   | 1R   | 3R   | 3R   | –    | 2R   | 1R   | –    | 2R   | 1R   |
| Wimbledon           | –    | 3R   | 3R   | 1R   | g.t. | –    | –    | –    | 2R   | 3R   |
| US Open             | 3R   | 3R   | W    | 4R   | W    | 3R   | 1R   | –    | 2R   |      |
| WTA Finals          |      |      |      |      |      |      |      |      |      |      |
| WTA Finals          | –    | –    | G    | G    | g.t. | –    | –    | –    | –    |      |
| Premier Mandatory   |      |      |      |      |      |      |      |      |      |      |
| Indian Wells        | –    | 3R   | W    | 4R   | g.t. | –    | 2R   | –    | 3R   |      |
| Miami               | 3R   | 2R   | 2R   | 3R   | g.t. | KF   | F    | –    | 3R   |      |
| Madrid              | –    | –    | 1R   | KF   | g.t. | 2R   | –    | 2R   | 2R   |      |
| Peking              | –    | 1R   | HF   | W    | g.t. | g.t. | g.t. | –    | 4R   |      |
| Premier Five        |      |      |      |      |      |      |      |      |      |      |
| Dubai/Doha          | –    | 2R   | 2R   | 2R   | –    | –    | –    | –    | KF   |      |
| Rome                | –    | 1R   | 2R   | KF   | –    | 2R   | –    | –    | 4R   |      |
| Montréal/Toronto    | –    | 3R   | 1R   | KF   | g.t. | –    | 1R   | –    | 2R   | F    |
| Cincinnati          | –    | –    | 1R   | KF   | F    | 3R   | 1R   | –    | 2R   |      |
| Wuhan               | –    | 1R   | –    | –    | g.t. | g.t. | g.t. | g.t. | –    |      |
| olympisch           |      |      |      |      |      |      |      |      |      |      |
| Olympische Spelen   | –    | g.t. | g.t. | g.t. | g.t. | 3R   | g.t. | g.t. | 1R   |      |
| statistieken        |      |      |      |      |      |      |      |      |      |      |
| titels per jaar     | 0    | 0    | 2    | 3    | 1    | 1    | 0    | 0    | 0    | 1    |
| eindejaarsranking   | 40   | 68   | 5    | 3    | 3    | 13   | 42   | –    | 59   |      |

### Vrouwendubbelspel
| toernooi        | 2016 | 2017 |
| --------------- | ---- | ---- |
| Australian Open | –    | 1R   |
| Roland Garros   | 2R   | –    |
| Wimbledon       | –    | 1R   |
| US Open         | 1R   | 1R   |

## Resultaten tegen top tien-speelsters
| speelster            | nationaliteit       | notering | balans | percentage | laatste ontmoeting           |
| -------------------- | ------------------- | -------- | ------ | ---------- | ---------------------------- |
| Maria Sjarapova      | Rusland             | 1        | 1–0    | 100%       | Indian Wells 2018 (winst)    |
| Viktoryja Azarenka   | Wit-Rusland         | 1        | 3–1    | 75%        | US Open 2020 (winst)         |
| Serena Williams      | Verenigde Staten    | 1        | 2–1    | 67%        | Toronto 2019 (verlies)       |
| Karolína Plíšková    | Tsjechië            | 1        | 2–2    | 50%        | Brisbane 2020 (verlies)      |
| Venus Williams       | Verenigde Staten    | 1        | 1–1    | 50%        | Hongkong 2017 (winst)        |
| Caroline Wozniacki   | Denemarken          | 1        | 1–2    | 33%        | Peking 2019 (winst)          |
| Simona Halep         | Roemenië            | 1        | 1–4    | 20%        | Rome 2018 (verlies)          |
| Angelique Kerber     | Duitsland           | 1        | 1–4    | 20%        | WTA Finals 2018 (verlies)    |
| Svetlana Koeznetsova | Rusland             | 2        | 1–0    | 100%       | Tianjin 2016 (winst)         |
| Agnieszka Radwańska  | Polen               | 2        | 1–0    | 100%       | Indian Wells 2018 (winst)    |
| Petra Kvitová        | Tsjechië            | 2        | 2–0    | 100%       | WTA Finals 2019 (winst)      |
| Elina Svitolina      | Oekraïne            | 3        | 3–3    | 50%        | Australian Open 2019 (winst) |
| Sloane Stephens      | Verenigde Staten    | 3        | 0–2    | 0%         | WTA Finals 2018 (verlies)    |
| Dominika Cibulková   | Slowakije           | 4        | 4–0    | 100%       | Rome 2019 (winst)            |
| Samantha Stosur      | Australië           | 4        | 1–0    | 100%       | Stanford 2014 (winst)        |
| Kiki Bertens         | Nederland           | 4        | 2–1    | 67%        | Brisbane 2020 (winst)        |
| Kimiko Date          | Japan               | 4        | 0–1    | 0%         | Stanford 2015 (verlies)      |
| Johanna Konta        | Verenigd Koninkrijk | 4        | 0–2    | 0%         | Fed cup 2018 (verlies)       |
| Sara Errani          | Italië              | 5        | 1–0    | 100%       | Miami 2016 (winst)           |
| Daniela Hantuchová   | Slowakije           | 5        | 1–0    | 100%       | Stuttgart 2016 (winst)       |
| Jeļena Ostapenko     | Letland             | 5        | 1–0    | 100%       | Roland Garros 2016 (winst)   |
| Lucie Šafářová       | Tsjechië            | 5        | 0–1    | 0%         | Birmingham 2017 (verlies)    |
| Carla Suárez Navarro | Spanje              | 6        | 0–2    | 0%         | Montréal 2018 (verlies)      |
| Madison Keys         | Verenigde Staten    | 7        | 1–3    | 25%        | US Open 2018 (winst)         |
| Belinda Bencic       | Zwitserland         | 7        | 1–4    | 20%        | US Open 2019 (verlies)       |
| Aryna Sabalenka      | Wit-Rusland         | 9        | 1–0    | 100%       | US Open 2018 (winst)         |
| Coco Vandeweghe      | Verenigde Staten    | 9        | 1–0    | 100%       | US Open 2016 (winst)         |
| Julia Görges         | Duitsland           | 9        | 2–1    | 67%        | Beijing 2018 (winst)         |
| Andrea Petković      | Duitsland           | 9        | 1–1    | 50%        | Peking 2019 (winst)          |
| Darja Kasatkina      | Rusland             | 10       | 1–0    | 100%       | Indian Wells 2018 (winst)    |
| Kristina Mladenovic  | Frankrijk           | 10       | 2–1    | 67%        | Dubai 2019 (winst)           |